# Bratrstvo Nod
Bratrstvo Nod, nebo jen Nod či Bratrstvo, je pseudonáboženské a militantní masové hnutí s transhumanitickými ambicemi na ovládnutí světa, které je uváděno v sérii PC her Command & Conquer od Westwood Studios (dnes Electronic Arts).
Bratrstvo je globalizované, je založeno na Abrahámovském náboženství, de facto se jedná o národní stát. Vůdcem je charismatický člověk, známý jako Kane. Znakem bratrstva je zkosený trojúhelník s ocasem škorpiona, s černou a červenou barvou jako s hlavními prvky.
Jejich speciálními elitními jednotkami je frakce Černá Ruka, vedená Gideonem Raveshawem a Antonem Slavikem.

## Založení Nodu

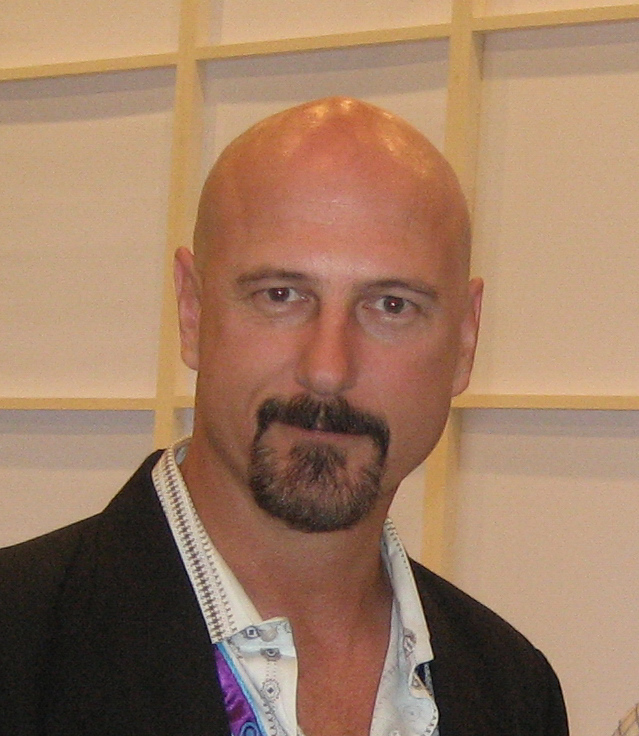
Joseph Kucan, který coby Kane ztvárnil vůdce Bratrstva Nod

Přesné datum založení není známo, podle hry je bratrstvo založeno před 1800 př. n. l. - existuje několik mezníků, které poukazují na datum založení:
- V první hře celé série je líčena vražda Ábela

- V Command & Conquer: Red Alert je Bratrstvo Nod vykreslováno jako podněcovatel sovětské invaze do východních zemí v padesátých letech.

- V Command & Conquer: Renegade jsou jako arzenál středověké meče, brnění a štíty, a to uvnitř panského sídla Černé Ruky, které nese emblém Nodu.

- Ve hře Renegade se v Káhiře nachází chrám bratrstva Nod. Ve chrámu má být údajně hrob Ábela, kterého zabil Kain. Má se zde nacházet i 4. verš ze 4. kapitoly z knihy Genesis.

- Kane je zjevně nestárnoucí a nesmrtelný; jeho vzhled je úplně stejný jako ze začátku série a přežil několik pokusů o atentát.

## Filozofie a ideologie Bratrstva, organizace a hierarchie
Bratrstvo je globalizované, je založeno na Abrahámovském náboženství, de facto se jedná o národní stát. Zároveň se zastává chudých.
Bratrstvo Nod udržuje silné vztahy s většinou globálních extremistických a teroristických organizací (např. Černá Ruka), posiluje ideu o kultu osobnosti a usiluje o podmanění světa. Kane je v očích členů Bratrstva něco jako prorok či mesiáš (sám Kane se tak nazývá).
Nepřítel Nodu, Global Defense Initiative (GDI), o Bratrstvu prohlašuje, že je to populární neonacistické prozápadní hnutí, že jeho myšlenky jsou zhoubné a že mohou vesmír přivést do záhuby. V Sarajevu si jim navíc podařilo během první tiberiové války zničit tamní chrám bratrstva pomocí iontových kanónů.